# 2025-ös IIHF divízió IV-es jégkorong-világbajnokság
A 2025-ös IIHF divízió IV-es jégkorong-világbajnokság Jerevánban, Örményországban rendezték április 13. és 19. között, egy hatos csoportban. 2024 májusában az örményországi Jereván jelezte rendezési szándékát és az örmény válogatott 2010 óta először fog szerepelni egy nemzetközi tornán.

## Résztvevők
| Csapat       | Kvalifikáció                                          |
| ------------ | ----------------------------------------------------- |
| Irán         | A 2024-es divízió III/B 6. helyén végzett és kiesett. |
| Kuvait       | A 2024-es divízió IV 2. helyén végzett.               |
| Indonézia    | Rendező, a 2024-es divízió IV 3. helyén végzett.      |
| Malajzia     | A 2024-es divízió IV 4. helyén végzett.               |
| Örményország | Rendező, utoljára 2010-ben vett részt.                |
| Üzbegisztán  | Először vesz részt IIHF-tornán.                       |

### Tabella
| Hely. | Csapat       | M | Gy | HGy | HV | V | G+ | G– | Gk  | P  | Feljutás vagy kiesés         |
| ----- | ------------ | - | -- | --- | -- | - | -- | -- | --- | -- | ---------------------------- |
| 1.    | Üzbegisztán  | 5 | 4  | 0   | 1  | 0 | 79 | 10 | +69 | 13 | Feljutott a divízió III/B-be |
| 2.    | Örményország | 5 | 3  | 1   | 1  | 0 | 53 | 11 | +42 | 12 |                              |
| 3.    | Kuvait       | 5 | 3  | 1   | 0  | 1 | 56 | 32 | +24 | 11 |                              |
| 4.    | Indonézia    | 5 | 2  | 0   | 0  | 3 | 17 | 60 | −43 | 6  |                              |
| 5.    | Irán         | 5 | 1  | 0   | 0  | 4 | 6  | 42 | −36 | 3  |                              |
| 6.    | Malajzia     | 5 | 0  | 0   | 0  | 5 | 20 | 76 | −56 | 0  |                              |

### Eredmények
A mérkőzések kezdési időpontjai helyi idő szerint (UTC+4) értendők.
| 2025. április 13. 14:00 | Indonézia | 2–1 (1–0, 0–1, 1–0) | Irán | Karen Demircsján Komplexum, Jereván Nézőszám: 211 |

| Jegyzőkönyv | Jegyzőkönyv | Jegyzőkönyv                               | Jegyzőkönyv   | Jegyzőkönyv                                                        |
| --- | ----------- | ----------------------------------------- | ------------- | ------------------------------------------------------------------ |
| | Izzan Rais  | Kapusok                                   | Soheil Khalaj | Játékvezető: Koszaka Kendzsi Vonalbírók: Tom Giesen Chun Hang Wong |
| \| Naga (Siregar) – 17:40 \| 1–0 \| \| \| \| 1–1 \| 24:55 – Farsad (Ghafoori, Mahdiyoun) (PP) \| \| Wijaya (Prijanto, Siregar) (PP) – 44:04 \| 2–1 \| \| |             |                                           |               | Játékvezető: Koszaka Kendzsi Vonalbírók: Tom Giesen Chun Hang Wong |
| 4 perc | Büntetések  | 11 perc                                   |               | Játékvezető: Koszaka Kendzsi Vonalbírók: Tom Giesen Chun Hang Wong |
| 28 | Lövések     | 44                                        |               | Játékvezető: Koszaka Kendzsi Vonalbírók: Tom Giesen Chun Hang Wong |
| Naga (Siregar) – 17:40 | 1–0         |                                           |               | Játékvezető: Koszaka Kendzsi Vonalbírók: Tom Giesen Chun Hang Wong |
| | 1–1         | 24:55 – Farsad (Ghafoori, Mahdiyoun) (PP) |               | Játékvezető: Koszaka Kendzsi Vonalbírók: Tom Giesen Chun Hang Wong |
| Wijaya (Prijanto, Siregar) (PP) – 44:04 | 2–1         |                                           |               | Játékvezető: Koszaka Kendzsi Vonalbírók: Tom Giesen Chun Hang Wong |

| 2025. április 13. 17:00 | Kuvait | 3–13 (0–4, 2–5, 1–4) | Üzbegisztán | Karen Demircsján Komplexum, Jereván Nézőszám: 233 |

| Jegyzőkönyv | Jegyzőkönyv     | Jegyzőkönyv                                 | Jegyzőkönyv | Jegyzőkönyv                                                    |
| --- | --------------- | ------------------------------------------- | ----------- | -------------------------------------------------------------- |
| | Rustam Irgashev | Kapusok                                     | Adam Barvik | Játékvezető: Ramin Atighechi Vonalbírók: Vít Lederer Edmond Ng |
| \| \| 0–1 \| 2:40 – Kravchenko (Maltsev, Jilov) \| \| \| 0–2 \| 5:16 – Kravchenko (Jilov, Maltsev) \| \| \| 0–3 \| 6:39 – Nazarevich (Kogan) \| \| \| 0–4 \| 16:11 – Kravchenko (Jilov) (PP2) \| \| Budzevich (Drozdetskikh) – 22:56 \| 1–4 \| \| \| \| 1–5 \| 24:25 – Sinyavskiy (Jilov, Bagautdinov) \| \| \| 1–6 \| 27:02 – Azimov (Golubovich) \| \| \| 1–7 \| 28:28 – Rustamkhonov (Nazarevich) \| \| Drozdetskikh (Budzevich) – 31:16 \| 2–7 \| \| \| \| 2–8 \| 34:08 – Maltsev (Dorofeev, Kravchenko) (PP) \| \| \| 2–9 \| 37:26 – Azimov (Maltsev) \| \| \| 2–10 \| 41:38 – Rasulov (Dorofeev) \| \| \| 2–11 \| 47:29 – Maltsev (Azimov) \| \| \| 2–12 \| 49:35 – Kogan (Kravchenko, Jilov) \| \| Drozdetskikh (Al Mari, Tcibin) – 50:10 \| 3–12 \| \| \| \| 3–13 \| 50:29 – Azimov (Golubovich) \| |                 |                                             |             | Játékvezető: Ramin Atighechi Vonalbírók: Vít Lederer Edmond Ng |
| 12 perc | Büntetések      | 6 perc                                      |             | Játékvezető: Ramin Atighechi Vonalbírók: Vít Lederer Edmond Ng |
| 22 | Lövések         | 81                                          |             | Játékvezető: Ramin Atighechi Vonalbírók: Vít Lederer Edmond Ng |
| | 0–1             | 2:40 – Kravchenko (Maltsev, Jilov)          |             | Játékvezető: Ramin Atighechi Vonalbírók: Vít Lederer Edmond Ng |
| | 0–2             | 5:16 – Kravchenko (Jilov, Maltsev)          |             | Játékvezető: Ramin Atighechi Vonalbírók: Vít Lederer Edmond Ng |
| | 0–3             | 6:39 – Nazarevich (Kogan)                   |             | Játékvezető: Ramin Atighechi Vonalbírók: Vít Lederer Edmond Ng |
| | 0–4             | 16:11 – Kravchenko (Jilov) (PP2)            |             |                                                                |
| Budzevich (Drozdetskikh) – 22:56 | 1–4             |                                             |             |                                                                |
| | 1–5             | 24:25 – Sinyavskiy (Jilov, Bagautdinov)     |             |                                                                |
| | 1–6             | 27:02 – Azimov (Golubovich)                 |             |                                                                |
| | 1–7             | 28:28 – Rustamkhonov (Nazarevich)           |             |                                                                |
| Drozdetskikh (Budzevich) – 31:16 | 2–7             |                                             |             |                                                                |
| | 2–8             | 34:08 – Maltsev (Dorofeev, Kravchenko) (PP) |             |                                                                |
| | 2–9             | 37:26 – Azimov (Maltsev)                    |             |                                                                |
| | 2–10            | 41:38 – Rasulov (Dorofeev)                  |             |                                                                |
| | 2–11            | 47:29 – Maltsev (Azimov)                    |             |                                                                |
| | 2–12            | 49:35 – Kogan (Kravchenko, Jilov)           |             |                                                                |
| Drozdetskikh (Al Mari, Tcibin) – 50:10 | 3–12            |                                             |             |                                                                |
| | 3–13            | 50:29 – Azimov (Golubovich)                 |             |                                                                |

| 2025. április 13. 20:00 | Örményország | 24–3 (9–1, 4–1, 11–1) | Malajzia | Karen Demircsján Komplexum, Jereván Nézőszám: 462 |

| Jegyzőkönyv | Jegyzőkönyv                    | Jegyzőkönyv                   | Jegyzőkönyv                        | Jegyzőkönyv                                                      |
| --- | ------------------------------ | ----------------------------- | ---------------------------------- | ---------------------------------------------------------------- |
| | Artem Putulian Dmitriy Mazanko | Kapusok                       | Mathaeus Grason Yu Muhammad Haikal | Játékvezető: Juraj Konč Vonalbírók: Andianto Hie Vladislav Zotov |
| \| Asatrian – 00:53 \| 1–0 \| \| \| A.Kuznetsov (Manukian, Davtian) – 02:09 \| 2–0 \| \| \| M.Kuznetsov (A.Kuznetsov, Manukian) – 04:43 \| 3–0 \| \| \| Malakyan (Mikayelyan, Gevorgyan) – 05:04 \| 4–0 \| \| \| M.Kuznetsov (Manukian) (PP) – 06:50 \| 5–0 \| \| \| \| 5–1 \| 07:46 – Azra (Fadzli, K.Amin) \| \| M.Kuznetsov (Manukian, Malakyan) – 09:35 \| 6–1 \| \| \| A.Kuznetsov (M.Kuznetsov, Davtian) (PP) – 14:56 \| 7–1 \| \| \| Kovalenko (Saghatelian, Malakyan) – 17:14 \| 8–1 \| \| \| A.Kuznetsov (Krivykh) – 18:27 \| 9–1 \| \| \| Ambartsumian – 22:38 \| 10–1 \| \| \| Ambartsumian (SH) – 26:07 \| 11–1 \| \| \| Manukian (Khudiakov, Davtian) – 35:53 \| 12–1 \| \| \| \| 12–2 \| 37:20 – Azra \| \| Manukian (M.Kuznetsov, A.Kuznetsov) (SH) – 39:39 \| 13–2 \| \| \| A.Kuznetsov (Khudiakov, M.Kuznetsov) (SH) – 40:15 \| 14–2 \| \| \| Manukian (M.Kuznetsov) (SH) – 41:06 \| 15–2 \| \| \| Kovalenko (Asatrian, Saghatelian) – 41:55 \| 16–2 \| \| \| A.Kuznetsov (Khudiakov) – 42:57 \| 17–2 \| \| \| Saghatelian (Ivanov) – 43:19 \| 18–2 \| \| \| Manukian (Khudiakov) – 44:45 \| 19–2 \| \| \| \| 19–3 \| 45:12 – Ananda \| \| Kovalenko (Malakyan) – 45:31 \| 20–3 \| \| \| Asatrian (Kovalenko, Saghatelian) – 45:55 \| 21–3 \| \| \| A.Kuznetsov (M.Kuznetsov) – 51:38 \| 22–3 \| \| \| Asatrian (Kovalenko, Saghatelian) (PP) – 55:48 \| 23–3 \| \| \| Manukian (Kovalenko, M.Kuznetsov) – 58:27 \| 24–3 \| \| |                                |                               |                                    | Játékvezető: Juraj Konč Vonalbírók: Andianto Hie Vladislav Zotov |
| 29 perc | Büntetések                     | 6 perc                        |                                    | Játékvezető: Juraj Konč Vonalbírók: Andianto Hie Vladislav Zotov |
| 70 | Lövések                        | 16                            |                                    | Játékvezető: Juraj Konč Vonalbírók: Andianto Hie Vladislav Zotov |
| Asatrian – 00:53 | 1–0                            |                               |                                    | Játékvezető: Juraj Konč Vonalbírók: Andianto Hie Vladislav Zotov |
| A.Kuznetsov (Manukian, Davtian) – 02:09 | 2–0                            |                               |                                    | Játékvezető: Juraj Konč Vonalbírók: Andianto Hie Vladislav Zotov |
| M.Kuznetsov (A.Kuznetsov, Manukian) – 04:43 | 3–0                            |                               |                                    | Játékvezető: Juraj Konč Vonalbírók: Andianto Hie Vladislav Zotov |
| Malakyan (Mikayelyan, Gevorgyan) – 05:04 | 4–0                            |                               |                                    |                                                                  |
| M.Kuznetsov (Manukian) (PP) – 06:50 | 5–0                            |                               |                                    |                                                                  |
| | 5–1                            | 07:46 – Azra (Fadzli, K.Amin) |                                    |                                                                  |
| M.Kuznetsov (Manukian, Malakyan) – 09:35 | 6–1                            |                               |                                    |                                                                  |
| A.Kuznetsov (M.Kuznetsov, Davtian) (PP) – 14:56 | 7–1                            |                               |                                    |                                                                  |
| Kovalenko (Saghatelian, Malakyan) – 17:14 | 8–1                            |                               |                                    |                                                                  |
| A.Kuznetsov (Krivykh) – 18:27 | 9–1                            |                               |                                    |                                                                  |
| Ambartsumian – 22:38 | 10–1                           |                               |                                    |                                                                  |
| Ambartsumian (SH) – 26:07 | 11–1                           |                               |                                    |                                                                  |
| Manukian (Khudiakov, Davtian) – 35:53 | 12–1                           |                               |                                    |                                                                  |
| | 12–2                           | 37:20 – Azra                  |                                    |                                                                  |
| Manukian (M.Kuznetsov, A.Kuznetsov) (SH) – 39:39 | 13–2                           |                               |                                    |                                                                  |
| A.Kuznetsov (Khudiakov, M.Kuznetsov) (SH) – 40:15 | 14–2                           |                               |                                    |                                                                  |
| Manukian (M.Kuznetsov) (SH) – 41:06 | 15–2                           |                               |                                    |                                                                  |
| Kovalenko (Asatrian, Saghatelian) – 41:55 | 16–2                           |                               |                                    |                                                                  |
| A.Kuznetsov (Khudiakov) – 42:57 | 17–2                           |                               |                                    |                                                                  |
| Saghatelian (Ivanov) – 43:19 | 18–2                           |                               |                                    |                                                                  |
| Manukian (Khudiakov) – 44:45 | 19–2                           |                               |                                    |                                                                  |
| | 19–3                           | 45:12 – Ananda                |                                    |                                                                  |
| Kovalenko (Malakyan) – 45:31 | 20–3                           |                               |                                    |                                                                  |
| Asatrian (Kovalenko, Saghatelian) – 45:55 | 21–3                           |                               |                                    |                                                                  |
| A.Kuznetsov (M.Kuznetsov) – 51:38 | 22–3                           |                               |                                    |                                                                  |
| Asatrian (Kovalenko, Saghatelian) (PP) – 55:48 | 23–3                           |                               |                                    |                                                                  |
| Manukian (Kovalenko, M.Kuznetsov) – 58:27 | 24–3                           |                               |                                    |                                                                  |

| 2025. április 14. 14:00 | Kuvait | 15–6 (2–1, 8–2, 5–3) | Indonézia | Karen Demircsján Komplexum, Jereván Nézőszám: 32 |

| Jegyzőkönyv | Jegyzőkönyv               | Jegyzőkönyv                            | Jegyzőkönyv             | Jegyzőkönyv                                                           |
| --- | ------------------------- | -------------------------------------- | ----------------------- | --------------------------------------------------------------------- |
| | Adam Barvik Zaid Al-Saeid | Kapusok                                | Izzan Rais Sangga Putra | Játékvezető: Vladimir Yefremov Vonalbírók: Tom Giesen David Prokofyev |
| \| Drozdetskikh (Budzevich, Tcibin) – 00:53 \| 1–0 \| \| \| Budzevich (Drozdetskikh, Tcibin) (PP) – 03:04 \| 2–0 \| \| \| \| 2–1 \| 13:12 – Wijaya (Salomo, Kaykobad) (PP) \| \| Tcibin (Drozdetskikh) – 20:17 \| 3–1 \| \| \| Budzevich (Al Mari, Tcibin) – 20:49 \| 4–1 \| \| \| \| 4–2 \| 23:55 – Zea (Fadilla) \| \| Budzevich (Tcibin) – 24:20 \| 5–2 \| \| \| Drozdetskikh (Budzevich, Al Mari) – 28:53 \| 6–2 \| \| \| Zidarevic (Vavra, Al Khashan) – 29:19 \| 7–2 \| \| \| Tcibin (Al Mari, Drozdetskikh) – 33:17 \| 8–2 \| \| \| Vavra (Al Khashan, Zidarevic) – 34:10 \| 9–2 \| \| \| \| 9–3 \| 37:41 – Hafiz (Naga) \| \| Budzevich (Tcibin, Drozdetskikh) – 39:26 \| 10–3 \| \| \| Budzevich (Al Mari, Khalaf) – 40:36 \| 11–3 \| \| \| Zidarevic (Vavra, Al Awadhi) (SH) – 45:28 \| 12–3 \| \| \| Al Daei (Al Khashram, Budzevich) – 46:13 \| 13–3 \| \| \| \| 13–4 \| 50:48 – Salomo (Wijaya) \| \| Drozdetskikh (Tcibin) (SH) – 54:02 \| 14–4 \| \| \| \| 14–5 \| 54:42 – Naga (Bagaskara, Alqaeda) (PP) \| \| \| 14–6 \| 55:50 – Hafiz (Naga, Siregar) (PP) \| \| Tcibin (Drozdetskikh, Budzevich) (SH) – 56:07 \| 15–6 \| \| |                           |                                        |                         | Játékvezető: Vladimir Yefremov Vonalbírók: Tom Giesen David Prokofyev |
| 29 perc | Büntetések                | 2 perc                                 |                         | Játékvezető: Vladimir Yefremov Vonalbírók: Tom Giesen David Prokofyev |
| 80 | Lövések                   | 24                                     |                         | Játékvezető: Vladimir Yefremov Vonalbírók: Tom Giesen David Prokofyev |
| Drozdetskikh (Budzevich, Tcibin) – 00:53 | 1–0                       |                                        |                         | Játékvezető: Vladimir Yefremov Vonalbírók: Tom Giesen David Prokofyev |
| Budzevich (Drozdetskikh, Tcibin) (PP) – 03:04 | 2–0                       |                                        |                         | Játékvezető: Vladimir Yefremov Vonalbírók: Tom Giesen David Prokofyev |
| | 2–1                       | 13:12 – Wijaya (Salomo, Kaykobad) (PP) |                         | Játékvezető: Vladimir Yefremov Vonalbírók: Tom Giesen David Prokofyev |
| Tcibin (Drozdetskikh) – 20:17 | 3–1                       |                                        |                         |                                                                       |
| Budzevich (Al Mari, Tcibin) – 20:49 | 4–1                       |                                        |                         |                                                                       |
| | 4–2                       | 23:55 – Zea (Fadilla)                  |                         |                                                                       |
| Budzevich (Tcibin) – 24:20 | 5–2                       |                                        |                         |                                                                       |
| Drozdetskikh (Budzevich, Al Mari) – 28:53 | 6–2                       |                                        |                         |                                                                       |
| Zidarevic (Vavra, Al Khashan) – 29:19 | 7–2                       |                                        |                         |                                                                       |
| Tcibin (Al Mari, Drozdetskikh) – 33:17 | 8–2                       |                                        |                         |                                                                       |
| Vavra (Al Khashan, Zidarevic) – 34:10 | 9–2                       |                                        |                         |                                                                       |
| | 9–3                       | 37:41 – Hafiz (Naga)                   |                         |                                                                       |
| Budzevich (Tcibin, Drozdetskikh) – 39:26 | 10–3                      |                                        |                         |                                                                       |
| Budzevich (Al Mari, Khalaf) – 40:36 | 11–3                      |                                        |                         |                                                                       |
| Zidarevic (Vavra, Al Awadhi) (SH) – 45:28 | 12–3                      |                                        |                         |                                                                       |
| Al Daei (Al Khashram, Budzevich) – 46:13 | 13–3                      |                                        |                         |                                                                       |
| | 13–4                      | 50:48 – Salomo (Wijaya)                |                         |                                                                       |
| Drozdetskikh (Tcibin) (SH) – 54:02 | 14–4                      |                                        |                         |                                                                       |
| | 14–5                      | 54:42 – Naga (Bagaskara, Alqaeda) (PP) |                         |                                                                       |
| | 14–6                      | 55:50 – Hafiz (Naga, Siregar) (PP)     |                         |                                                                       |
| Tcibin (Drozdetskikh, Budzevich) (SH) – 56:07 | 15–6                      |                                        |                         |                                                                       |

| 2025. április 14. 17:00 | Irán | 5–1 (3–0, 0–1, 2–0) | Malajzia | Karen Demircsján Komplexum, Jereván Nézőszám: 128 |

| Jegyzőkönyv | Jegyzőkönyv   | Jegyzőkönyv                    | Jegyzőkönyv                        | Jegyzőkönyv                                                       |
| --- | ------------- | ------------------------------ | ---------------------------------- | ----------------------------------------------------------------- |
| | Soheil Khalaj | Kapusok                        | Muhammad Haikal Mathaeus Grason Yu | Játékvezető: Yahya Al-Jneibi Vonalbírók: Andianto Hie Vít Lederer |
| \| Keyhanfar (Ghahar, Ghorbani) (PP) – 04:29 \| 1–0 \| \| \| Hamzeh (Eslami, Tajik) – 12:54 \| 2–0 \| \| \| Ghorbani (Jalali) – 18:55 \| 3–0 \| \| \| \| 3–1 \| 20:52 – Yu (Ananda, Azra) (PP) \| \| Keyhanfar (Moghadasi, Korehei) – 48:49 \| 4–1 \| \| \| Hamzeh (Farsad, Nagheli) – 50:26 \| 5–1 \| \| |               |                                |                                    | Játékvezető: Yahya Al-Jneibi Vonalbírók: Andianto Hie Vít Lederer |
| 14 perc | Büntetések    | 41 perc                        |                                    | Játékvezető: Yahya Al-Jneibi Vonalbírók: Andianto Hie Vít Lederer |
| 65 | Lövések       | 14                             |                                    | Játékvezető: Yahya Al-Jneibi Vonalbírók: Andianto Hie Vít Lederer |
| Keyhanfar (Ghahar, Ghorbani) (PP) – 04:29 | 1–0           |                                |                                    | Játékvezető: Yahya Al-Jneibi Vonalbírók: Andianto Hie Vít Lederer |
| Hamzeh (Eslami, Tajik) – 12:54 | 2–0           |                                |                                    | Játékvezető: Yahya Al-Jneibi Vonalbírók: Andianto Hie Vít Lederer |
| Ghorbani (Jalali) – 18:55 | 3–0           |                                |                                    | Játékvezető: Yahya Al-Jneibi Vonalbírók: Andianto Hie Vít Lederer |
| | 3–1           | 20:52 – Yu (Ananda, Azra) (PP) |                                    |                                                                   |
| Keyhanfar (Moghadasi, Korehei) – 48:49 | 4–1           |                                |                                    |                                                                   |
| Hamzeh (Farsad, Nagheli) – 50:26 | 5–1           |                                |                                    |                                                                   |

| 2025. április 14. 20:00 | Üzbegisztán | 2–3 (h.u.) (0–0, 2–2, 0–0) (sz: 0–0) (h.u.: 0–1) | Örményország | Karen Demircsján Komplexum, Jereván Nézőszám: 489 |

| Jegyzőkönyv | Jegyzőkönyv     | Jegyzőkönyv                                | Jegyzőkönyv    | Jegyzőkönyv                                                             |
| --- | --------------- | ------------------------------------------ | -------------- | ----------------------------------------------------------------------- |
| | Rustam Irgashev | Kapusok                                    | Artem Putulian | Játékvezető: Koszaka Kendzsi Vonalbírók: Chun Hang Wong Vladislav Zotov |
| \| \| 0–1 \| 28:54 – Khudiakov (Kovalenko, Davtian) \| \| Sinyavsky (Jilov) – 36:04 \| 1–1 \| \| \| Rasulov (Rustamkhonov) – 36:37 \| 2–1 \| \| \| \| 2–2 \| 37:23 – M.Kuznetsov (Davtian) (PP2) \| |                 |                                            |                | Játékvezető: Koszaka Kendzsi Vonalbírók: Chun Hang Wong Vladislav Zotov |
| Kravchenko Rustamkhonov Nazarevich Jilov } | Szétlövés       | Manukian M.Kuznetsov A.Kuznetsov Kovalenko |                | Játékvezető: Koszaka Kendzsi Vonalbírók: Chun Hang Wong Vladislav Zotov |
| 8 perc | Büntetések      | 10 perc                                    |                | Játékvezető: Koszaka Kendzsi Vonalbírók: Chun Hang Wong Vladislav Zotov |
| 59 | Lövések         | 35                                         |                | Játékvezető: Koszaka Kendzsi Vonalbírók: Chun Hang Wong Vladislav Zotov |
| | 0–1             | 28:54 – Khudiakov (Kovalenko, Davtian)     |                | Játékvezető: Koszaka Kendzsi Vonalbírók: Chun Hang Wong Vladislav Zotov |
| Sinyavsky (Jilov) – 36:04 | 1–1             |                                            |                | Játékvezető: Koszaka Kendzsi Vonalbírók: Chun Hang Wong Vladislav Zotov |
| Rasulov (Rustamkhonov) – 36:37 | 2–1             |                                            |                |                                                                         |
| | 2–2             | 37:23 – M.Kuznetsov (Davtian) (PP2)        |                |                                                                         |

| 2025. április 16. 14:00 | Irán | 0–20 (0–7, 0–6, 0–7) | Üzbegisztán | Karen Demircsján Komplexum, Jereván Nézőszám: 56 |

| Jegyzőkönyv | Jegyzőkönyv                   | Jegyzőkönyv                                 | Jegyzőkönyv                  | Jegyzőkönyv                                                           |
| --- | ----------------------------- | ------------------------------------------- | ---------------------------- | --------------------------------------------------------------------- |
| | Soheil Khalaj Alireza Mahdavi | Kapusok                                     | Rustam Irgashev Aleksandr An | Játékvezető: Yahya Al-Jneibi Vonalbírók: Andianto Hie Vladislav Zotov |
| \| \| 0–1 \| 02:16 – Golubovich (Dorofeev, Nazarevich) \| \| \| 0–2 \| 03:14 – Kravchenko (Sinyavskiy, Jilov) \| \| \| 0–3 \| 07:40 – Jilov (Sinyavskiy, Kravchenko) \| \| \| 0–4 \| 10:28 – Maltsev (Azimov, Bagautdinov) \| \| \| 0–5 \| 11:08 – Kogan (Nasirov, Nazarevich) \| \| \| 0–6 \| 12:13 – Rakhimov (Sinyavskiy, Jilov) \| \| \| 0–7 \| 15:56 – Kravchenko (Dorofeev, Jilov) (PP) \| \| \| 0–8 \| 21:39 – Sinyavskiy (Dorofeev, Azimov) (PP) \| \| \| 0–9 \| 26:10 – Sinyavskiy (Dorofeev, Maltsev) (PP) \| \| \| 0–10 \| 26:52 – Kravchenko (Sinyavskiy, Jilov) \| \| \| 0–11 \| 27:18 – Popov (Nasirov, Kogan) \| \| \| 0–12 \| 30:14 – Sinyavskiy (Rakhimov, Kravchenko) \| \| \| 0–13 \| 32:52 – Dadakhodjaev (Rustamkhonov) \| \| \| 0–14 \| 46:30 – Sinyavskiy (Jilov, Nazarevich) \| \| \| 0–15 \| 46:58 – Dorofeev (Golubovich, Rasulov) \| \| \| 0–16 \| 49:25 – Kogan (Nasirov, Popov) \| \| \| 0–17 \| 49:39 – Kravchenko (Jilov, Sinyavskiy) \| \| \| 0–18 \| 52:02 – Rustamkhonov (Rasulov, Dorofeev) \| \| \| 0–19 \| 52:50 – Azimov (Rustamkhonov, Nazarevich) \| \| \| 0–20 \| 55:03 – Jilov (Kravchenko, Dorofeev) (PP) \| |                               |                                             |                              | Játékvezető: Yahya Al-Jneibi Vonalbírók: Andianto Hie Vladislav Zotov |
| 8 perc | Büntetések                    | 0 perc                                      |                              | Játékvezető: Yahya Al-Jneibi Vonalbírók: Andianto Hie Vladislav Zotov |
| 3 | Lövések                       | 87                                          |                              | Játékvezető: Yahya Al-Jneibi Vonalbírók: Andianto Hie Vladislav Zotov |
| | 0–1                           | 02:16 – Golubovich (Dorofeev, Nazarevich)   |                              | Játékvezető: Yahya Al-Jneibi Vonalbírók: Andianto Hie Vladislav Zotov |
| | 0–2                           | 03:14 – Kravchenko (Sinyavskiy, Jilov)      |                              | Játékvezető: Yahya Al-Jneibi Vonalbírók: Andianto Hie Vladislav Zotov |
| | 0–3                           | 07:40 – Jilov (Sinyavskiy, Kravchenko)      |                              | Játékvezető: Yahya Al-Jneibi Vonalbírók: Andianto Hie Vladislav Zotov |
| | 0–4                           | 10:28 – Maltsev (Azimov, Bagautdinov)       |                              |                                                                       |
| | 0–5                           | 11:08 – Kogan (Nasirov, Nazarevich)         |                              |                                                                       |
| | 0–6                           | 12:13 – Rakhimov (Sinyavskiy, Jilov)        |                              |                                                                       |
| | 0–7                           | 15:56 – Kravchenko (Dorofeev, Jilov) (PP)   |                              |                                                                       |
| | 0–8                           | 21:39 – Sinyavskiy (Dorofeev, Azimov) (PP)  |                              |                                                                       |
| | 0–9                           | 26:10 – Sinyavskiy (Dorofeev, Maltsev) (PP) |                              |                                                                       |
| | 0–10                          | 26:52 – Kravchenko (Sinyavskiy, Jilov)      |                              |                                                                       |
| | 0–11                          | 27:18 – Popov (Nasirov, Kogan)              |                              |                                                                       |
| | 0–12                          | 30:14 – Sinyavskiy (Rakhimov, Kravchenko)   |                              |                                                                       |
| | 0–13                          | 32:52 – Dadakhodjaev (Rustamkhonov)         |                              |                                                                       |
| | 0–14                          | 46:30 – Sinyavskiy (Jilov, Nazarevich)      |                              |                                                                       |
| | 0–15                          | 46:58 – Dorofeev (Golubovich, Rasulov)      |                              |                                                                       |
| | 0–16                          | 49:25 – Kogan (Nasirov, Popov)              |                              |                                                                       |
| | 0–17                          | 49:39 – Kravchenko (Jilov, Sinyavskiy)      |                              |                                                                       |
| | 0–18                          | 52:02 – Rustamkhonov (Rasulov, Dorofeev)    |                              |                                                                       |
| | 0–19                          | 52:50 – Azimov (Rustamkhonov, Nazarevich)   |                              |                                                                       |
| | 0–20                          | 55:03 – Jilov (Kravchenko, Dorofeev) (PP)   |                              |                                                                       |

| 2025. április 16. 17:00 | Indonézia | 7–4 (2–0, 2–3, 3–1) | Malajzia | Karen Demircsján Komplexum, Jereván Nézőszám: 73 |

| Jegyzőkönyv | Jegyzőkönyv | Jegyzőkönyv                     | Jegyzőkönyv                        | Jegyzőkönyv                                                   |
| --- | ----------- | ------------------------------- | ---------------------------------- | ------------------------------------------------------------- |
| | Izzan Rais  | Kapusok                         | Muhammad Haikal Mathaeus Grason Yu | Játékvezető: Ramin Atighechi Vonalbírók: Tom Giesen Edmond Ng |
| \| Salomo (Kaykobad) (PP) – 05:38 \| 1–0 \| \| \| Wijaya – 17:06 \| 2–0 \| \| \| \| 2–1 \| 24:42 – Ananda (SH) \| \| \| 2–2 \| 30:23 – Noor (Versluis, Ananda) \| \| \| 2–3 \| 31:58 – K.Amin (Fadzli) \| \| Hafiz (Naga) – 33:47 \| 3–3 \| \| \| Naga (Siregar) – 34:26 \| 4–3 \| \| \| \| 4–4 \| 40:32 – Azra (Ananda) \| \| Hafiz – 41:01 \| 5–4 \| \| \| Wijaya (Salomo, Praptasuganda) – 51:00 \| 6–4 \| \| \| Praptasuganda (Naga, Kaykobad) – 52:16 \| 7–4 \| \| |             |                                 |                                    | Játékvezető: Ramin Atighechi Vonalbírók: Tom Giesen Edmond Ng |
| 41 perc | Büntetések  | 12 perc                         |                                    | Játékvezető: Ramin Atighechi Vonalbírók: Tom Giesen Edmond Ng |
| 28 | Lövések     | 44                              |                                    | Játékvezető: Ramin Atighechi Vonalbírók: Tom Giesen Edmond Ng |
| Salomo (Kaykobad) (PP) – 05:38 | 1–0         |                                 |                                    | Játékvezető: Ramin Atighechi Vonalbírók: Tom Giesen Edmond Ng |
| Wijaya – 17:06 | 2–0         |                                 |                                    | Játékvezető: Ramin Atighechi Vonalbírók: Tom Giesen Edmond Ng |
| | 2–1         | 24:42 – Ananda (SH)             |                                    | Játékvezető: Ramin Atighechi Vonalbírók: Tom Giesen Edmond Ng |
| | 2–2         | 30:23 – Noor (Versluis, Ananda) |                                    |                                                               |
| | 2–3         | 31:58 – K.Amin (Fadzli)         |                                    |                                                               |
| Hafiz (Naga) – 33:47 | 3–3         |                                 |                                    |                                                               |
| Naga (Siregar) – 34:26 | 4–3         |                                 |                                    |                                                               |
| | 4–4         | 40:32 – Azra (Ananda)           |                                    |                                                               |
| Hafiz – 41:01 | 5–4         |                                 |                                    |                                                               |
| Wijaya (Salomo, Praptasuganda) – 51:00 | 6–4         |                                 |                                    |                                                               |
| Praptasuganda (Naga, Kaykobad) – 52:16 | 7–4         |                                 |                                    |                                                               |

| 2025. április 16. 20:00 | Kuvait | 5–4 (h.u.) (2–0, 2–2, 0–2) (h.u: 1–0) | Örményország | Karen Demircsján Komplexum, Jereván Nézőszám: 512 |

| Jegyzőkönyv | Jegyzőkönyv | Jegyzőkönyv                                      | Jegyzőkönyv    | Jegyzőkönyv                                                            |
| --- | ----------- | ------------------------------------------------ | -------------- | ---------------------------------------------------------------------- |
| | Adam Barvik | Kapusok                                          | Artem Putulian | Játékvezető: Vladimir Yefremov Vonalbírók: Vít Lederer David Prokofyev |
| \| Drozdetskikh (Budzevich, Khalaf) – 11:46 \| 1–0 \| \| \| Budzevich (Vavra, Drozdetskikh) (PP) – 18:53 \| 2–0 \| \| \| Budzevich (Drozdetskikh) – 24:49 \| 3–0 \| \| \| Zidarevic (Budzevich, Tcibin) (PP) – 26:34 \| 4–0 \| \| \| \| 4–1 \| 32:59 – Krivykh (Kovalenko, Ivanov) \| \| \| 4–2 \| 33:48 – A.Kuznetsov (Manukian, M.Kuznetsov) (EA) \| \| \| 4–3 \| 40:41 – Manukian \| \| \| 4–4 \| 57:45 – Manukian (M.Kuznetsov, Khudiakov) (PP) \| \| Drozdetskikh (Tcibin) – 62:08 \| 5–4 \| \| |             |                                                  |                | Játékvezető: Vladimir Yefremov Vonalbírók: Vít Lederer David Prokofyev |
| 10 perc | Büntetések  | 24 perc                                          |                | Játékvezető: Vladimir Yefremov Vonalbírók: Vít Lederer David Prokofyev |
| 22 | Lövések     | 70                                               |                | Játékvezető: Vladimir Yefremov Vonalbírók: Vít Lederer David Prokofyev |
| Drozdetskikh (Budzevich, Khalaf) – 11:46 | 1–0         |                                                  |                | Játékvezető: Vladimir Yefremov Vonalbírók: Vít Lederer David Prokofyev |
| Budzevich (Vavra, Drozdetskikh) (PP) – 18:53 | 2–0         |                                                  |                | Játékvezető: Vladimir Yefremov Vonalbírók: Vít Lederer David Prokofyev |
| Budzevich (Drozdetskikh) – 24:49 | 3–0         |                                                  |                | Játékvezető: Vladimir Yefremov Vonalbírók: Vít Lederer David Prokofyev |
| Zidarevic (Budzevich, Tcibin) (PP) – 26:34 | 4–0         |                                                  |                |                                                                        |
| | 4–1         | 32:59 – Krivykh (Kovalenko, Ivanov)              |                |                                                                        |
| | 4–2         | 33:48 – A.Kuznetsov (Manukian, M.Kuznetsov) (EA) |                |                                                                        |
| | 4–3         | 40:41 – Manukian                                 |                |                                                                        |
| | 4–4         | 57:45 – Manukian (M.Kuznetsov, Khudiakov) (PP)   |                |                                                                        |
| Drozdetskikh (Tcibin) – 62:08 | 5–4         |                                                  |                |                                                                        |

| 2025. április 17. 14:00 | Üzbegisztán | 26–1 (9–1, 10–0, 7–0) | Indonézia | Karen Demircsján Komplexum, Jereván Nézőszám: 88 |

| Jegyzőkönyv | Jegyzőkönyv                  | Jegyzőkönyv                    | Jegyzőkönyv             | Jegyzőkönyv                                                            |
| --- | ---------------------------- | ------------------------------ | ----------------------- | ---------------------------------------------------------------------- |
| | Rustam Irgashev Aleksandr An | Kapusok                        | Izzan Rais Sangga Putra | Játékvezető: Vladimir Yefremov Vonalbírók: Andianto Hie Chun Hang Wong |
| \| Dorofeev (Golubovich, Khabibov) – 02:06 \| 1–0 \| \| \| Kogan (Nasirov) – 04:35 \| 2–0 \| \| \| Kravchenko (Sinyavskiy, Jilov) – 05:57 \| 3–0 \| \| \| \| 3–1 \| 07:25 – Salomo (Prijanto) (PP) \| \| Azimov (Nazarevich, Dadakhodjaev) – 07:58 \| 4–1 \| \| \| Dadakhodjaev (Rakhimov, Rustamkhonov) – 13:02 \| 5–1 \| \| \| Jilov (Dorofeev, Kravchenko) (PP) – 14:46 \| 6–1 \| \| \| Nazarevich – 15:41 \| 7–1 \| \| \| Golubovich (Dorofeev) – 19:23 \| 8–1 \| \| \| Petrosyan – 19:41 \| 9–1 \| \| \| Nazarevich (Rasulov, Golubovich) (PP) – 21:11 \| 10–1 \| \| \| Kravchenko (Jilov, Sinyavskiy) – 27:33 \| 11–1 \| \| \| Dorofeev (Golubovich) – 27:44 \| 12–1 \| \| \| Kravchenko (Jilov, Sinyavskiy) – 32:14 \| 13–1 \| \| \| Rasulov (Dorofeev) – 32:34 \| 14–1 \| \| \| Golubovich (Rasulov, Dorofeev) – 32:57 \| 15–1 \| \| \| Popov (Nasirov) – 34:39 \| 16–1 \| \| \| Kogan (Popov) – 35:37 \| 17–1 \| \| \| Sinyavskiy (Kravchenko, Bagautdinov) – 37:03 \| 18–1 \| \| \| Rustamkhonov (Azimov, Dadakhodjaev) – 39:34 \| 19–1 \| \| \| Sinyavskiy (Kravchenko, Bagautdinov) – 40:24 \| 20–1 \| \| \| Jilov (Sinyavskiy) – 40:36 \| 21–1 \| \| \| Azimov (Dadakhodjaev, Rustamkhonov) – 43:47 \| 22–1 \| \| \| Dorofeev (Golubovich) – 45:59 \| 23–1 \| \| \| Rustamkhonov (Azimov, Maltsev) – 47:34 \| 24–1 \| \| \| Jilov (Kravchenko, Rakhimov) – 52:07 \| 25–1 \| \| \| Popov (Nasirov) – 54:54 \| 26–1 \| \| |                              |                                |                         | Játékvezető: Vladimir Yefremov Vonalbírók: Andianto Hie Chun Hang Wong |
| 4 perc | Büntetések                   | 8 perc                         |                         | Játékvezető: Vladimir Yefremov Vonalbírók: Andianto Hie Chun Hang Wong |
| 80 | Lövések                      | 5                              |                         | Játékvezető: Vladimir Yefremov Vonalbírók: Andianto Hie Chun Hang Wong |
| Dorofeev (Golubovich, Khabibov) – 02:06 | 1–0                          |                                |                         | Játékvezető: Vladimir Yefremov Vonalbírók: Andianto Hie Chun Hang Wong |
| Kogan (Nasirov) – 04:35 | 2–0                          |                                |                         | Játékvezető: Vladimir Yefremov Vonalbírók: Andianto Hie Chun Hang Wong |
| Kravchenko (Sinyavskiy, Jilov) – 05:57 | 3–0                          |                                |                         | Játékvezető: Vladimir Yefremov Vonalbírók: Andianto Hie Chun Hang Wong |
| | 3–1                          | 07:25 – Salomo (Prijanto) (PP) |                         |                                                                        |
| Azimov (Nazarevich, Dadakhodjaev) – 07:58 | 4–1                          |                                |                         |                                                                        |
| Dadakhodjaev (Rakhimov, Rustamkhonov) – 13:02 | 5–1                          |                                |                         |                                                                        |
| Jilov (Dorofeev, Kravchenko) (PP) – 14:46 | 6–1                          |                                |                         |                                                                        |
| Nazarevich – 15:41 | 7–1                          |                                |                         |                                                                        |
| Golubovich (Dorofeev) – 19:23 | 8–1                          |                                |                         |                                                                        |
| Petrosyan – 19:41 | 9–1                          |                                |                         |                                                                        |
| Nazarevich (Rasulov, Golubovich) (PP) – 21:11 | 10–1                         |                                |                         |                                                                        |
| Kravchenko (Jilov, Sinyavskiy) – 27:33 | 11–1                         |                                |                         |                                                                        |
| Dorofeev (Golubovich) – 27:44 | 12–1                         |                                |                         |                                                                        |
| Kravchenko (Jilov, Sinyavskiy) – 32:14 | 13–1                         |                                |                         |                                                                        |
| Rasulov (Dorofeev) – 32:34 | 14–1                         |                                |                         |                                                                        |
| Golubovich (Rasulov, Dorofeev) – 32:57 | 15–1                         |                                |                         |                                                                        |
| Popov (Nasirov) – 34:39 | 16–1                         |                                |                         |                                                                        |
| Kogan (Popov) – 35:37 | 17–1                         |                                |                         |                                                                        |
| Sinyavskiy (Kravchenko, Bagautdinov) – 37:03 | 18–1                         |                                |                         |                                                                        |
| Rustamkhonov (Azimov, Dadakhodjaev) – 39:34 | 19–1                         |                                |                         |                                                                        |
| Sinyavskiy (Kravchenko, Bagautdinov) – 40:24 | 20–1                         |                                |                         |                                                                        |
| Jilov (Sinyavskiy) – 40:36 | 21–1                         |                                |                         |                                                                        |
| Azimov (Dadakhodjaev, Rustamkhonov) – 43:47 | 22–1                         |                                |                         |                                                                        |
| Dorofeev (Golubovich) – 45:59 | 23–1                         |                                |                         |                                                                        |
| Rustamkhonov (Azimov, Maltsev) – 47:34 | 24–1                         |                                |                         |                                                                        |
| Jilov (Kravchenko, Rakhimov) – 52:07 | 25–1                         |                                |                         |                                                                        |
| Popov (Nasirov) – 54:54 | 26–1                         |                                |                         |                                                                        |

| 2025. április 17. 17:00 | Malajzia | 9–22 (2–5, 3–7, 4–10) | Kuvait | Karen Demircsján Komplexum, Jereván Nézőszám: 57 |

| Jegyzőkönyv | Jegyzőkönyv                              | Jegyzőkönyv                                   | Jegyzőkönyv   | Jegyzőkönyv                                                         |
| --- | ---------------------------------------- | --------------------------------------------- | ------------- | ------------------------------------------------------------------- |
| | Mathaeus Grason Yu Tengku Abdillah Azlly | Kapusok                                       | Zaid Al-Saeid | Játékvezető: Yahya Al-Jneibi Vonalbírók: Tom Giesen David Prokofyev |
| \| \| 0–1 \| 00:40 - Tcibin (Budzevich, Drozdetskikh) \| \| Low (Manjohari, Hazurin) – 02:52 \| 1–1 \| \| \| \| 1–2 \| 09:42 – Drozdetskikh (Tcibin, Vavra) (PP) \| \| \| 1–3 \| 12:16 – Al Khashan (Al Ajmi) \| \| \| 1–4 \| 13:03 – Tcibin \| \| \| 1–5 \| 14:30 – Tcibin (Budzevich, Drozdetskikh) \| \| Azra (Ananda, Noor) – 15:35 \| 2–5 \| \| \| \| 2–6 \| 22:18 – Zidarevic (Vavra) (SH) \| \| Yu (A.R.Amin, Versluis) – 25:21 \| 3–6 \| \| \| \| 3–7 \| 27:43 – Drozdetskikh (Tcibin) \| \| \| 3–8 \| 31:28 – Al Duaij (Drozdetskikh, Al Mari) \| \| Versluis (Fadzli) – 32:50 \| 4–8 \| \| \| \| 4–9 \| 33:11 – Drozdetskikh (Tcibin, Al Duaij) \| \| \| 4–10 \| 34:04 – Vavra (Al Maragi, Zidarevic) \| \| \| 4–11 \| 34:16 – Zidarevic (Vavra, Al Awadhi) \| \| \| 4–12 \| 37:44 – Budzevich (Drozdetskikh) \| \| A.R.Amin (Ananda) – 39:24 \| 5–12 \| \| \| \| 5–13 \| 41:46 – Zidarevic (Al Awadhi, Vavra) \| \| \| 5–14 \| 44:02 – Zidarevic (Tcibin, Drozdetskikh) (PP) \| \| \| 5–15 \| 45:14 – Tcibin (Drozdetskikh, Budzevich) \| \| \| 5–16 \| 45:55 – Tcibin (Budzevich, Drozdetskikh) \| \| Yu (Ananda, Azra) – 47:44 \| 6–16 \| \| \| \| 6–17 \| 49:49 – Tcibin \| \| Fadzli (Versluis) – 51:14 \| 7–17 \| \| \| Fadzli (Versluis, Ananda) (PP) – 53:19 \| 8–17 \| \| \| \| 8–18 \| 54:08 – Al Daei (Vavra, Zidarevic) \| \| \| 8–19 \| 55:39 – Al Maraqi \| \| \| 8–20 \| 56:40 – Al Mari (Tcibin, Drozdetskikh) \| \| \| 8–21 \| 57:18 – Zidarevic (Vavra, Al Awadhi) \| \| \| 8–22 \| 58:34 – Tcibin (Drozdetskikh) (SH2) \| \| Azra (A.R.Amin) (PP2) – 59:15 \| 9–22 \| \| |                                          |                                               |               | Játékvezető: Yahya Al-Jneibi Vonalbírók: Tom Giesen David Prokofyev |
| 4 perc | Büntetések                               | 18 perc                                       |               | Játékvezető: Yahya Al-Jneibi Vonalbírók: Tom Giesen David Prokofyev |
| 37 | Lövések                                  | 59                                            |               | Játékvezető: Yahya Al-Jneibi Vonalbírók: Tom Giesen David Prokofyev |
| | 0–1                                      | 00:40 - Tcibin (Budzevich, Drozdetskikh)      |               | Játékvezető: Yahya Al-Jneibi Vonalbírók: Tom Giesen David Prokofyev |
| Low (Manjohari, Hazurin) – 02:52 | 1–1                                      |                                               |               | Játékvezető: Yahya Al-Jneibi Vonalbírók: Tom Giesen David Prokofyev |
| | 1–2                                      | 09:42 – Drozdetskikh (Tcibin, Vavra) (PP)     |               | Játékvezető: Yahya Al-Jneibi Vonalbírók: Tom Giesen David Prokofyev |
| | 1–3                                      | 12:16 – Al Khashan (Al Ajmi)                  |               |                                                                     |
| | 1–4                                      | 13:03 – Tcibin                                |               |                                                                     |
| | 1–5                                      | 14:30 – Tcibin (Budzevich, Drozdetskikh)      |               |                                                                     |
| Azra (Ananda, Noor) – 15:35 | 2–5                                      |                                               |               |                                                                     |
| | 2–6                                      | 22:18 – Zidarevic (Vavra) (SH)                |               |                                                                     |
| Yu (A.R.Amin, Versluis) – 25:21 | 3–6                                      |                                               |               |                                                                     |
| | 3–7                                      | 27:43 – Drozdetskikh (Tcibin)                 |               |                                                                     |
| | 3–8                                      | 31:28 – Al Duaij (Drozdetskikh, Al Mari)      |               |                                                                     |
| Versluis (Fadzli) – 32:50 | 4–8                                      |                                               |               |                                                                     |
| | 4–9                                      | 33:11 – Drozdetskikh (Tcibin, Al Duaij)       |               |                                                                     |
| | 4–10                                     | 34:04 – Vavra (Al Maragi, Zidarevic)          |               |                                                                     |
| | 4–11                                     | 34:16 – Zidarevic (Vavra, Al Awadhi)          |               |                                                                     |
| | 4–12                                     | 37:44 – Budzevich (Drozdetskikh)              |               |                                                                     |
| A.R.Amin (Ananda) – 39:24 | 5–12                                     |                                               |               |                                                                     |
| | 5–13                                     | 41:46 – Zidarevic (Al Awadhi, Vavra)          |               |                                                                     |
| | 5–14                                     | 44:02 – Zidarevic (Tcibin, Drozdetskikh) (PP) |               |                                                                     |
| | 5–15                                     | 45:14 – Tcibin (Drozdetskikh, Budzevich)      |               |                                                                     |
| | 5–16                                     | 45:55 – Tcibin (Budzevich, Drozdetskikh)      |               |                                                                     |
| Yu (Ananda, Azra) – 47:44 | 6–16                                     |                                               |               |                                                                     |
| | 6–17                                     | 49:49 – Tcibin                                |               |                                                                     |
| Fadzli (Versluis) – 51:14 | 7–17                                     |                                               |               |                                                                     |
| Fadzli (Versluis, Ananda) (PP) – 53:19 | 8–17                                     |                                               |               |                                                                     |
| | 8–18                                     | 54:08 – Al Daei (Vavra, Zidarevic)            |               |                                                                     |
| | 8–19                                     | 55:39 – Al Maraqi                             |               |                                                                     |
| | 8–20                                     | 56:40 – Al Mari (Tcibin, Drozdetskikh)        |               |                                                                     |
| | 8–21                                     | 57:18 – Zidarevic (Vavra, Al Awadhi)          |               |                                                                     |
| | 8–22                                     | 58:34 – Tcibin (Drozdetskikh) (SH2)           |               |                                                                     |
| Azra (A.R.Amin) (PP2) – 59:15 | 9–22                                     |                                               |               |                                                                     |

| 2025. április 17. 20:00 | Örményország | 8–0 (3–0, 3–0, 2–0) | Irán | Karen Demircsján Komplexum, Jereván Nézőszám: 456 |

| Jegyzőkönyv | Jegyzőkönyv                    | Jegyzőkönyv | Jegyzőkönyv   | Jegyzőkönyv                                               |
| --- | ------------------------------ | ----------- | ------------- | --------------------------------------------------------- |
| | Artem Putulian Dmitriy Mazanko | Kapusok     | Soheil Khalaj | Játékvezető: Juraj Konč Vonalbírók: Vít Lederer Edmond Ng |
| \| A.Kuznetsov (Manukian, Davtian) – 14:02 \| 1–0 \| \| \| Manukian (A.Kuznetsov, Ambartsumian) – 16:12 \| 2–0 \| \| \| Kovalenko (Asatrian, Lebedev) – 19:20 \| 3–0 \| \| \| Asatrian (Malakyan, Saghatelian) – 30:26 \| 4–0 \| \| \| Khudiakov (A.Kuznetsov, M.Kuznetsov) – 36:33 \| 5–0 \| \| \| M.Kuznetsov (Manukian, Khudiakov) – 39:59 \| 6–0 \| \| \| A.Kuznetsov (M.Kuznetsov, Krivykh) – 41:54 \| 7–0 \| \| \| Khudiakov (M.Kuznetsov, Malakyan) – 45:47 \| 8–0 \| \| |                                |             |               | Játékvezető: Juraj Konč Vonalbírók: Vít Lederer Edmond Ng |
| 27 perc | Büntetések                     | 2 perc      |               | Játékvezető: Juraj Konč Vonalbírók: Vít Lederer Edmond Ng |
| 48 | Lövések                        | 21          |               | Játékvezető: Juraj Konč Vonalbírók: Vít Lederer Edmond Ng |
| A.Kuznetsov (Manukian, Davtian) – 14:02 | 1–0                            |             |               | Játékvezető: Juraj Konč Vonalbírók: Vít Lederer Edmond Ng |
| Manukian (A.Kuznetsov, Ambartsumian) – 16:12 | 2–0                            |             |               | Játékvezető: Juraj Konč Vonalbírók: Vít Lederer Edmond Ng |
| Kovalenko (Asatrian, Lebedev) – 19:20 | 3–0                            |             |               | Játékvezető: Juraj Konč Vonalbírók: Vít Lederer Edmond Ng |
| Asatrian (Malakyan, Saghatelian) – 30:26 | 4–0                            |             |               |                                                           |
| Khudiakov (A.Kuznetsov, M.Kuznetsov) – 36:33 | 5–0                            |             |               |                                                           |
| M.Kuznetsov (Manukian, Khudiakov) – 39:59 | 6–0                            |             |               |                                                           |
| A.Kuznetsov (M.Kuznetsov, Krivykh) – 41:54 | 7–0                            |             |               |                                                           |
| Khudiakov (M.Kuznetsov, Malakyan) – 45:47 | 8–0                            |             |               |                                                           |

| 2025. április 19. 14:00 | Malajzia | 3–18 (2–11, 1–2, 0–5) | Üzbegisztán | Karen Demircsján Komplexum, Jereván Nézőszám: 38 |

| Jegyzőkönyv | Jegyzőkönyv                           | Jegyzőkönyv                                  | Jegyzőkönyv                 | Jegyzőkönyv                                                             |
| --- | ------------------------------------- | -------------------------------------------- | --------------------------- | ----------------------------------------------------------------------- |
| | Tengku Abdillah Azlly Muhammad Haikal | Kapusok                                      | Aleksandr An Daniel Muratov | Játékvezető: Yahya Al-Jneibi Vonalbírók: Chun Hang Wong Vladislav Zotov |
| \| \| 0–1 \| 01:46 – Azimov (Dadakhodjaev, Rustamkhonov) \| \| \| 0–2 \| 04:23 – Kravchenko (Sinyavskiy, Jilov) \| \| \| 0–3 \| 04:59 – Dorofeev (Rakhimov, Golubovich) \| \| \| 0–4 \| 06:52 – Nasirov (Kogan , Nazarevich) \| \| \| 0–5 \| 10:58 – Rustamkhonov (Azimov, Dadakhodjaev) \| \| Goh (Versluis, Fadzli) – 12:29 \| 1–5 \| \| \| \| 1–6 \| 12:44 – Nazarevich (Golubovich) \| \| \| 1–7 \| 12:57 – Rasulov (Dorofeev, Golubovich) \| \| Goh – 13:26 \| 2–7 \| \| \| \| 2–8 \| 13:36 – Kogan (Maltsev, Bagautdinov) \| \| \| 2–9 \| 15:38 – Kravchenko (Nazarevich, Jilov) \| \| \| 2–10 \| 15:47 – Nazarevich (Jilov, Sinyavskiy) \| \| \| 2–11 \| 19:12 – Kogan (Nasirov, Nazarevich) \| \| \| 2–12 \| 20:49 – Kravchenko (Sinyavskiy, Bagautdinov) \| \| Fadzli (Goh, Versluis) – 25:20 \| 3–12 \| \| \| \| 3–13 \| 32:31 – Sinyavskiy (Kravchenko, Rakhimov) \| \| \| 3–14 \| 46:09 – Popov (Bagautdinov, Maltsev) \| \| \| 3–15 \| 47:30 – Sinyavskiy (Kravchenko, Jilov) \| \| \| 3–16 \| 50:15 – Rustamkhonov (Dadakhodjaev) \| \| \| 3–17 \| 51:56 – Jilov (Kravchenko, Sinyavskiy) \| \| \| 3–18 \| 53:19 – Dorofeev (Rasulov, Golubovich) \| |                                       |                                              |                             | Játékvezető: Yahya Al-Jneibi Vonalbírók: Chun Hang Wong Vladislav Zotov |
| 4 perc | Büntetések                            | 4 perc                                       |                             | Játékvezető: Yahya Al-Jneibi Vonalbírók: Chun Hang Wong Vladislav Zotov |
| 9 | Lövések                               | 75                                           |                             | Játékvezető: Yahya Al-Jneibi Vonalbírók: Chun Hang Wong Vladislav Zotov |
| | 0–1                                   | 01:46 – Azimov (Dadakhodjaev, Rustamkhonov)  |                             | Játékvezető: Yahya Al-Jneibi Vonalbírók: Chun Hang Wong Vladislav Zotov |
| | 0–2                                   | 04:23 – Kravchenko (Sinyavskiy, Jilov)       |                             | Játékvezető: Yahya Al-Jneibi Vonalbírók: Chun Hang Wong Vladislav Zotov |
| | 0–3                                   | 04:59 – Dorofeev (Rakhimov, Golubovich)      |                             | Játékvezető: Yahya Al-Jneibi Vonalbírók: Chun Hang Wong Vladislav Zotov |
| | 0–4                                   | 06:52 – Nasirov (Kogan , Nazarevich)         |                             |                                                                         |
| | 0–5                                   | 10:58 – Rustamkhonov (Azimov, Dadakhodjaev)  |                             |                                                                         |
| Goh (Versluis, Fadzli) – 12:29 | 1–5                                   |                                              |                             |                                                                         |
| | 1–6                                   | 12:44 – Nazarevich (Golubovich)              |                             |                                                                         |
| | 1–7                                   | 12:57 – Rasulov (Dorofeev, Golubovich)       |                             |                                                                         |
| Goh – 13:26 | 2–7                                   |                                              |                             |                                                                         |
| | 2–8                                   | 13:36 – Kogan (Maltsev, Bagautdinov)         |                             |                                                                         |
| | 2–9                                   | 15:38 – Kravchenko (Nazarevich, Jilov)       |                             |                                                                         |
| | 2–10                                  | 15:47 – Nazarevich (Jilov, Sinyavskiy)       |                             |                                                                         |
| | 2–11                                  | 19:12 – Kogan (Nasirov, Nazarevich)          |                             |                                                                         |
| | 2–12                                  | 20:49 – Kravchenko (Sinyavskiy, Bagautdinov) |                             |                                                                         |
| Fadzli (Goh, Versluis) – 25:20 | 3–12                                  |                                              |                             |                                                                         |
| | 3–13                                  | 32:31 – Sinyavskiy (Kravchenko, Rakhimov)    |                             |                                                                         |
| | 3–14                                  | 46:09 – Popov (Bagautdinov, Maltsev)         |                             |                                                                         |
| | 3–15                                  | 47:30 – Sinyavskiy (Kravchenko, Jilov)       |                             |                                                                         |
| | 3–16                                  | 50:15 – Rustamkhonov (Dadakhodjaev)          |                             |                                                                         |
| | 3–17                                  | 51:56 – Jilov (Kravchenko, Sinyavskiy)       |                             |                                                                         |
| | 3–18                                  | 53:19 – Dorofeev (Rasulov, Golubovich)       |                             |                                                                         |

| 2025. április 19. 17:00 | Indonézia | 1–14 (0–8, 0–2, 1–4) | Örményország | Karen Demircsján Komplexum, Jereván Nézőszám: 476 |

| Jegyzőkönyv | Jegyzőkönyv | Jegyzőkönyv                                    | Jegyzőkönyv                    | Jegyzőkönyv                                                        |
| --- | ----------- | ---------------------------------------------- | ------------------------------ | ------------------------------------------------------------------ |
| | Izzan Rais  | Kapusok                                        | Artem Putulian Dmitriy Mazanko | Játékvezető: Koszaka Kendzsi Vonalbírók: Edmond Ng David Prokofyev |
| \| \| 0–1 \| 00:17 – Kovalenko (Krivykh, A.Kuznetsov) \| \| \| 0–2 \| 05:50 – Khudiakov (Davtian, Asatrian) \| \| \| 0–3 \| 07:49 – M.Kuznetsov (Ivanov, Davtian) (PP) \| \| \| 0–4 \| 08:46 – A.Kuznetsov (Yenokyan, Egiazarian) \| \| \| 0–5 \| 12:40 – Krivykh (Kovalenko, M.Kuznetsov) (PP) \| \| \| 0–6 \| 13:51 – Khudiakov (Asatrian, Saghatelian) (PP) \| \| \| 0–7 \| 19:43 – Saghatelian (Asatrian, M.Kuznetsov) \| \| \| 0–8 \| 19:59 – Kovalenko (Egiazarian, Saghatelian) \| \| \| 0–9 \| 31:56 – Ambartsumian (Kovalenko, A.Kuznetsov) \| \| \| 0–10 \| 35:05 – Kuzminov (Davtian, Kovalenko) \| \| Siregar (Naga, Hafiz) – 45:12 \| 1–10 \| \| \| \| 1–11 \| 49:01 – Krivykh (A.Kuznetsov) \| \| \| 1–12 \| 53:03 – Khudiakov (M.Kuznetsov, Lebedev) \| \| \| 1–13 \| 53:39 – A.Kuznetsov (M.Kuznetsov) \| \| \| 1–14 \| 57:34 – M.Kuznetsov (Krivykh, Kovalenko) \| |             |                                                |                                | Játékvezető: Koszaka Kendzsi Vonalbírók: Edmond Ng David Prokofyev |
| 8 perc | Büntetések  | 8 perc                                         |                                | Játékvezető: Koszaka Kendzsi Vonalbírók: Edmond Ng David Prokofyev |
| 15 | Lövések     | 56                                             |                                | Játékvezető: Koszaka Kendzsi Vonalbírók: Edmond Ng David Prokofyev |
| | 0–1         | 00:17 – Kovalenko (Krivykh, A.Kuznetsov)       |                                | Játékvezető: Koszaka Kendzsi Vonalbírók: Edmond Ng David Prokofyev |
| | 0–2         | 05:50 – Khudiakov (Davtian, Asatrian)          |                                | Játékvezető: Koszaka Kendzsi Vonalbírók: Edmond Ng David Prokofyev |
| | 0–3         | 07:49 – M.Kuznetsov (Ivanov, Davtian) (PP)     |                                | Játékvezető: Koszaka Kendzsi Vonalbírók: Edmond Ng David Prokofyev |
| | 0–4         | 08:46 – A.Kuznetsov (Yenokyan, Egiazarian)     |                                |                                                                    |
| | 0–5         | 12:40 – Krivykh (Kovalenko, M.Kuznetsov) (PP)  |                                |                                                                    |
| | 0–6         | 13:51 – Khudiakov (Asatrian, Saghatelian) (PP) |                                |                                                                    |
| | 0–7         | 19:43 – Saghatelian (Asatrian, M.Kuznetsov)    |                                |                                                                    |
| | 0–8         | 19:59 – Kovalenko (Egiazarian, Saghatelian)    |                                |                                                                    |
| | 0–9         | 31:56 – Ambartsumian (Kovalenko, A.Kuznetsov)  |                                |                                                                    |
| | 0–10        | 35:05 – Kuzminov (Davtian, Kovalenko)          |                                |                                                                    |
| Siregar (Naga, Hafiz) – 45:12 | 1–10        |                                                |                                |                                                                    |
| | 1–11        | 49:01 – Krivykh (A.Kuznetsov)                  |                                |                                                                    |
| | 1–12        | 53:03 – Khudiakov (M.Kuznetsov, Lebedev)       |                                |                                                                    |
| | 1–13        | 53:39 – A.Kuznetsov (M.Kuznetsov)              |                                |                                                                    |
| | 1–14        | 57:34 – M.Kuznetsov (Krivykh, Kovalenko)       |                                |                                                                    |

| 2025. április 19. 20:00 | Irán | 0–11 (0–2, 0–5, 0–4) | Kuvait | Karen Demircsján Komplexum, Jereván Nézőszám: 69 |

| Jegyzőkönyv | Jegyzőkönyv   | Jegyzőkönyv                               | Jegyzőkönyv | Jegyzőkönyv                                                |
| --- | ------------- | ----------------------------------------- | ----------- | ---------------------------------------------------------- |
| | Soheil Khalaj | Kapusok                                   | Adam Barvik | Játékvezető: Juraj Konč Vonalbírók: Tom Giesen Vít Lederer |
| \| \| 0–1 \| 06:34 - Al Mari (Drozdetskikh, Tcibin) \| \| \| 0–2 \| 10:32 – Tcibin (Drozdetskikh) \| \| \| 0–3 \| 20:11 – Drozdetskikh (Tcibin) \| \| \| 0–4 \| 22:35 – Tcibin (Drozdetskikh, Alasousi) \| \| \| 0–5 \| 26:34 – Drozdetskikh (Tcibin, Al Mari) \| \| \| 0–6 \| 33:39 – Al Mari (Drozdetskikh, Tcibin) \| \| \| 0–7 \| 37:07 – Vavra \| \| \| 0–8 \| 46:33 – Budzevich (Tcibin) (PP) \| \| \| 0–9 \| 55:55 – Tcibin (Vavra, Drozdetskikh) \| \| \| 0–10 \| 57:05 – Drozdetskikh (Tcibin, Vavra) (PP) \| \| \| 0–11 \| 59:15 – Tcibin (Drozdetskikh, Budzevich) \| |               |                                           |             | Játékvezető: Juraj Konč Vonalbírók: Tom Giesen Vít Lederer |
| 6 perc | Büntetések    | 6 perc                                    |             | Játékvezető: Juraj Konč Vonalbírók: Tom Giesen Vít Lederer |
| 37 | Lövések       | 51                                        |             | Játékvezető: Juraj Konč Vonalbírók: Tom Giesen Vít Lederer |
| | 0–1           | 06:34 - Al Mari (Drozdetskikh, Tcibin)    |             | Játékvezető: Juraj Konč Vonalbírók: Tom Giesen Vít Lederer |
| | 0–2           | 10:32 – Tcibin (Drozdetskikh)             |             | Játékvezető: Juraj Konč Vonalbírók: Tom Giesen Vít Lederer |
| | 0–3           | 20:11 – Drozdetskikh (Tcibin)             |             | Játékvezető: Juraj Konč Vonalbírók: Tom Giesen Vít Lederer |
| | 0–4           | 22:35 – Tcibin (Drozdetskikh, Alasousi)   |             |                                                            |
| | 0–5           | 26:34 – Drozdetskikh (Tcibin, Al Mari)    |             |                                                            |
| | 0–6           | 33:39 – Al Mari (Drozdetskikh, Tcibin)    |             |                                                            |
| | 0–7           | 37:07 – Vavra                             |             |                                                            |
| | 0–8           | 46:33 – Budzevich (Tcibin) (PP)           |             |                                                            |
| | 0–9           | 55:55 – Tcibin (Vavra, Drozdetskikh)      |             |                                                            |
| | 0–10          | 57:05 – Drozdetskikh (Tcibin, Vavra) (PP) |             |                                                            |
| | 0–11          | 59:15 – Tcibin (Drozdetskikh, Budzevich)  |             |                                                            |